# B.T.R.
B.T.R. è il primo album in studio del gruppo musicale Big Time Rush, pubblicato nel 2010 dalla Columbia Records.
L'album, composto da 12 tracce, include collaborazioni con Jordin Sparks, Snoop Dogg e New Boyz.

## Tracce

### Edizione Standard
1. Til I Forget About You – 3:57 (testo: Sam Hollander, Dave Katz, Claude Kelly – musica: Sam Hollander, Dave Katz)
2. Boyfriend (versione senza featuring di Snoop Dogg o New Boyz) – 3:21 (testo: Lucas Secon, Wayne Hector, Francis Zamir – musica: Lucas Secon)
3. City Is Ours – 3:12 (testo: Eric Sanicola – musica: Kevin Rudolf)
4. Nothing Even Matters – 3:48 (testo: Jimmy Burney, Robert Larow, Jonathan Perkins, Damon Sharpe, Jeremy Skaller – musica: J-Remy, Bobby Bass)
5. Worldwide – 3:44 (testo: Edwin "Lil Eddie" Serrano, Christopher Rojas, Emily Phillips – musica: Christopher Rojas)
6. Halfway There – 3:32 (Eric Sanicola)
7. Big Night – 3:16 (testo: Nasri Atweh, Sam Hollander, Dave Katz – musica: Sam Hollander, Dave Katz)
8. Oh Yeah – 3:24 (testo: Kendall Schmidt, Carlos PenaVega, James Maslow, Logan Henderson, Jacob Kasher, Kevin Rudolf – musica: Kevin Rudolf)
9. Count On You (feat. Jordin Sparks) – 3:24 (testo: Nicholas Furlong, Carmen Michelle Key, Sammy Kuya, Kasia Livingston – musica: Timothy Foxx)
10. I Know You Know (feat. Chymphonique) – 2:55 (testo: Emanuel Kiriakou, Evan Bogart, Lindy Robbins – musica: Emanuel Kiriakou)
11. Big Time Rush – 3:17 (testo: Matthew Gerrard, Charlie Midnight, Jay Landers, Scott Fellows – musica: Matthew Gerrard)

### Edizione deluxe
1. Stuck – 3:05 (Salma Ali Kiriakou)

### Bonus Track Internazionali
1. Famous – 3:06 (testo: Andreas Carlsson, Desmond Child – musica: Papaconstantinou)
2. Any Kind of Guy – 3:40 (testo: Gerrard, Midnight, Landers – musica: Gerrard)
3. This Is Our Someday – 3:03 (testo: Gerrard, Nevil, Landers – musica: Gerrard)
4. Boyfriend (feat. Snoop Dogg) – 3:35 (testo: Secon, Hector, Francis Zamir, Broadus, Jr. – musica: Secon)
5. Boyfriend (feat. New Boyz) – 3:34 (testo: Secon, Hector, Francis Zamir – musica: Secon)

## Classifiche
| Classifica (2010) | Posizione massima |
| ----------------- | ----------------- |
| Austria           | 12                |
| Belgio (Fiandre)  | 93                |
| Belgio (Vallonia) | 113               |
| Germania          | 16                |
| Irlanda           | 17                |
| Italia            | 24                |
| Paesi Bassi       | 43                |
| Portogallo        | 25                |
| Regno Unito       | 14                |
| Stati Uniti       | 3                 |
| Svizzera          | 18                |